# مونا بولرود
مونا بولرود (انگلیسی: Mona Bollerud؛ زادهٔ ۱ ژانویهٔ ۱۹۶۸) ورزشکار اهل نروژ است. وی در تیم نروژ در مسابقات جهانی بیاتلون ۱۹۸۸ مدال نقره دریافت کرد وی در سال ۱۹۸۹ در رویداد تیمی مدال نقره گرفت.